# Селин Дион
Селин Мари Клодет Дион (фр. Céline Marie Claudette Dion; Шарлмањ, 30. марта 1968) је франко-канадска поп певачица, повремено и аутор песама, носилац престижних Греми и Жино награда. Своју каријеру је почела раних 1980-их певајући на француском језику, a на међународну музичку сцену се пробила наредне деценије.
Дион је рођена у великој, сиромашној породици у Шарлемању у Квебеку (Канада). У девојачким годинама, досегла је успех у франкофоном делу Канаде након што је њен менаџер и будући супруг, Рене Анжелил, ставио своју кућу под хипотеку како би финансирао њену прву плочу. Касније је постала позната у деловима Европе и Азије након победа на Јамахином светском фестивалу забавних песама 1982. и на Песми Евровизије 1988. 1990. године, Дион се пробила на англофоно музичко тржиште издајући албум Unison у издању Епик рекордса. Током 1990-их постигла је светску славу и успех са неколико енглеских и француских албума, од којих су најуспешнији били Falling into You (1996) и Let's Talk About Love (1998), водећа нумера филма "Титаник" из 1998. Привремени раскид од индустрије објавила је 1999. године како би се посветила свом супругу, којем је нађен рак ждрела.
Након трогодишње паузе, Дион се вратила на музичку сцену издајући подесно назван албум A New Day Has Come ("Нови дан је дошао"). До 2004. године продала је више од 175 милиона носилаца звука, и додељена јој је Шопар Дајамонд награда програма „Светске музичке награде“ као најбоље продаваној певачици на свету. Дион наступа сваке ноћи у свом програму A New Day... у Цезар палати у Лас Вегасу, под уговором који траје до 2007. У њеној музици се чују утицаји разних жанрова, од поп и рока до госпела и класичне музике. Истичу се њени технички вешти и јаки вокали.

## Детињство и рана каријера (1968—1989)
Најмлађа од четрнаесторо деце Адемара Диона и Терезе Тангај, Селин Дион је одрасла као римокатолкиња у сиромашном „али срећном дому“ у Шарлмању, градићу око педесет километара удаљеном од Монтреала. Дион је одрасла певајући са својом браћом и сестрама у малом клавирском бару "Le Vieux Baril" којим су управљали њихови родитељи, и одувек је желела да постане певачица: у интервјуу часопису Народ је рекла „Недостајали су ми моја породица и мој дом, али није ми жао што сам изгубила рану младост. Имала сам један сан: желела сам да будем певачица."
Са дванаест година, Дион је у сарадњи са својом мајком и братом Жаком компоновала своју прву песму Ce N'Était Qu'un Rêve ("Био је то само сан"). Њен брат Мишел је послао снимак музичком менаџеру Ренеу Анжелилу, чије је име пронашао на полеђини албума Жинет Рено. Анжелила је глас Дион довео до суза и одлучио је да је учини звездом. Заложио је своју кућу под хипотеку како би финансирао њену прву плочу, "La Voix du Bon Dieu" (игра речи која значи „Глас Господа/Пут ка Господу") из 1981. Постала је локална плоча број један и учинила Дион преко ноћи звездом у Квебеку. Популарност Селин Дион се почела ширити и до других крајева света њеним учешћем у Јамахином светском фестивалу забавних песама 1982. у Токију, када је освојила награду музичара за најбољег извођача као и златну медаљу за најбољу песму изводећи J'Ai d'Amour Pour Toi ("Имам тако пуно љубави за тебе"). До 1983. године, осим што је постала први канадски извођач са златном плочом у Француској са синглом "D'Amour Ou d'Amité ("Из љубави или из пријатељства"), Дион је освојила и неколико награда „Феликс“, укључујући и „најбољи женски извођач“ и „откриће године“.
Кад је имала осамнаест година, Дион је гледала Мајкла Џексона на телевизији и рекла је Анжелилу да би желела да буде звезда попут Џексона. Иако је Анжелил био сигуран у њен таленат, он је разумео да би њен имиџ морао бити промењен како би се могла пласирати широм света. Дион се повукла из средишта пажње на неколико месеци, током којих је физички преобличена.
Нов успех у Европи, Азији и Аустралији је дошао када је Селин Дион представљала Швајцарску на Песми Евровизије 1988. у Даблину са песмом Ne Partez Pas Sans Moi ("Не иди без мене") и победила након драматичног гласања освојивши 137 поена. Међутим, на њен успех у САД се још чекало, делом због статуса франкофоног извођача. Дион је коначно 1989. послата у Берлиц школу како би унапредила свој енглески језик и вештину давања интервјуа. Тиме је почела њена англофона каријера.

## Музичка и издавачка каријера

### 1990—1992: Пробој у каријери
Годину након школе енглеског језика Дион је учинила покушај пробоја на англофоно тржиште албумом Unison из 1990. Овај пројекат је укључивао помоћ многих већ признатих музичара, укључујући и канадског продуцента Дејвида Фостера и Вита Лупрана. Албум је у највећој мери показивао утицај меког рока 1980-их који је био погодан за формат „радија данашњице“ за одрасле. Unison се допао критичарима: Џим Фабер из "Недељне забаве“ је писао како су вокали Дион „укусно ненакићени“, и како она никада није покушавала да „досегне стилове који су ван њеног поља“. Стивен Ерлвајн из "Водича свој музици“ га је прогласио „коректним, софистицираним америчким првенцем“. Међу сингловима са албума су и (If There Was) Any Other Way, The Last to Know, Unison и Where Does My Heart Beat Now, баладу средњег темпа у стилу меканог рока у којој се појављивала и електрична гитара. Потоњи је био њен први сингл који се појавио на америчкој лествици "Билбордових врућих 100", досежући број четири и број два на АЦ лествици. Албум је успоставио Дион као извођача у успону у Сједињеним државама и широм континенталне Европе и Азије. 1991, Дион је такође била солиста и „Гласовима којима је стало“, оди америчким војницима који су се борили у Операцији Пешчана олуја у Ираку; сингл је досегао првих 10 у САД.
Док је Дион низала све веће успехе у САД, њени француски обожаваоци су је почели критиковати како их занемарује. Након што је проглашена за „Анлгофоног извођача године“ на додели Феликс награда, покушала је да обнови везу са својим француским обожаваоцима отворено одбијајући да прими награду. Изјавила је да је она – и да ће увек бити – франкофона, а не англофона уметница.
Прави међународни пробој Селин Дион је дошао када је са Пибоом Брајсоном снимила насловну нумеру за Дизнијев цртани филм Лепотица и звер (1991). Песма је чист пример музичког стила који ће Дион користити у будућности: обухватне баладе класичне традиције праћене меканим инструменталима. Изузетно добро примљена међу критичарима и на тржишту, песма је постала њен други хит у првих десет на америчким лествицама, и освојила награду Америчке филмске академије за најбољу песму и награду „Греми“ за најбоље поп извођење двојца или састава са вокалом. Лепотица и звер је била укључена на албуму Дион из 1992. који је носио њено име и, који је, као и првенац, имао снажне утицаје рок музике мешане са елементима соул музике и класичне музике. Захваљујући успеху предводећег сингла и сарадњи са Фостером и Дајаном Ворен, албум је примљен исто тако добро као и Unison. Међу осталим сингловима који су постигли умерен успех су били и If You Asked Me To (обрада песме Пати Лабел из филма Licence to Kill из 1989) који је досегао до четвртог места на „Билбордовим врућих 100", затим песма Love Can Move Mountains са примесама госпела, и Nothing Broken but My Heart. Као и ранија издања Дион, албум је имао снажно наглашену тему љубави.
До 1992. године, албуми Unison и Céline Dion и појављивања у медијима су уздигли Дион на престо над-звезде у Северној Америци. Постигла је један од својих главних циљева: прокрчила је свој пут на англофоно тржиште и освојила славу. Осим све већих успеха, дошло је и до промена у њеном личном животу, тако што је Анжелил од менаџера све више постајао љубавником. Међутим, веза је чувана у тајности јер су се обоје бојали да би јавност сматрала разлику од чак двадесетшест година између њих двоје неприкладном.

### 1993—1995: Достигнута популарност
1993. године, Дион је изашла у јавност са својим осећањима за Анжелила називајући га „бојом [моје] љубави“ у одељку за посвете на свом трећем албуму на енглеском језику The Colour of My Love. Јавност није критиковала везу како се Дион прибојавала већ су потпуно прихватили пар. Коначно, Анжелил и Дион су се венчали на екстравагантној свадбеној свечаности децембра 1994.
Како је био посвећен њеном менаџеру, мотив албума је био усмерен на љубав и романтику. Албум је изродио Селинин први амерички број један The Power of Love (обраду хита Џенифер Раш из 1985). Међутим, следећи синглови попут When I Fall in Love (двојац са Клајвом Грифином), Misled и Think Twice нису успели да се пробију до првих двадесет. Албум је био успешнији у Европи, и посебно у Уједињеном Краљевству, где су се и албум и Think Twice истовремено шепурили на врху одговарајућих британских лествица пет узастопних недеља. Think Twice, који је на првом месту остао седам недеља, је постао четврти по реду сингл женског извођача у историји који је продат у преко милион примерака у УК.
Дион се држала и својих француских корена, и наставила да издаје бројна издања на француском језику између сваког енглеских издања: Dion Chante Plamondon (1991), À l'Olympia (1994), албум снимљен уживо током једног од њених концерата у париском позоришту Олимпија, и D'eux (1995.–познати и као The French Album у Сједињеним државама), који је постао најбоље продавани француски албум свих времена. Успех ових албума на светском тржишту је наравно био ограничен чињеницом да су били на француском језику. Међутим, њени франкофони обожаватељи су са задовољством прихватали свако од издања и она су генерално била више цењена од њених англофоних дела.
Средина 1990-их је била прелазни период за музички стил Селин Дион, током којег се она лагано померала од јаких утицаја рока ка стилу више обојеном попом и музиком душе (мада је електрична гитара остала средишњи део њене музике). Њене песме су почињале осетљивијим мелодијама које су користиле мекше инструменталне подршке, и надограђивале се до снажних високих тачака, кроз које су могли бити приказани њени вокали. Овај нови звук је наишао на помешане оцене критике, тако да ју је рецимо Арион Бергер из „Недељне забаве“ оптужио да се радије окреће вокалним жонглирањима но динамици, и да се усмерила правцем неинспиришућих „балада којима ће бити задовољене масе“. У исходу ове промене, почели су је често поредити за певачицама попут Витни Хјустон и Мараје Кери. Било је и знакова да су њена дела постајала све више укалупљена: са критичке тачке гледишта, The Colour of My Love није био сагласан са ранијим издањима. Међутим, док је критичка хвала опадала, издања Селин Дион су низала све веће успехе на међународним лествицама. и она 1996. године осваја Светску музичку награду за најбоље продавану канадску певачицу године–титулу коју је раније већ освојила два пута. До средине 1990-их, Дион је чврсто држала позицију једног од најбоље продаваних извођача на свету, међу певачицама као што су Кери и Хјустон.

### 1996—1999: Светски тржишни успех
Албум Falling into You из 1996. је приказао Дион на врхунцу популарности и даљи развој њеног музичког изражаја. Како би привукао ширу публику, албум је комбиновао многе елементе: опсежне, детаљне оркестарске додатке и афричко певање и инструменте попут виолине, шпанске гитаре, тромбона, карвакиња и саксофона који су творили нови звук. Синглови су обухватали разнолике музичке смерове: у насловној нумери и River Deep, Mountain High (обраду Тине Тарнер) су истакнуто коришћене удараљке, It's All Coming Back to Me Now (обрада песме Џима Стајнмана) и обрада песме All by Myself Ерика Кармена су задржали атомсферу меканог рока, али су спојени са класичним звуком клавира, а плачљива балада Because You Loved Me, коју је написала Дајана Ворен, је служила као водећа тема филма Up Close & Personal из 1996. Песма је на врху лествице провела две недеље у Канади и шест недеља у Сједињеним државама.
"Falling into You" је дочекан генерално повољним описима. Са једне стране, Дан Лерој је писао како "Falling into You" није веома различит од претходних дела Селин Дион, а Стивен Холден из Њујорк тајмса и Елајза Гарднер из Лос Анђелес тајмса су писали да је албум био покалупљен и да је недостајало осећајне везе са песмама. Међутим, други критичари попут Чака Едија, Ерлвајна и Данијела Дурхолца су осипали албум ласкавостима као „ганући“, „пасиониран“, „пун стила“, „елегантан“ и „изражено добро израђен“. "Falling into You" је постао критички и тржишно најуспешнији албум Селин Дион: био је на врху лествица у једанаест земаља и постао један од најпродаванијих албума свих времена. Такође је освојио Греми награде за „најбољи поп албум“ и „албум године“. Положај Селин Дион на светској сцени је још више учвршћен када је замољена да изведе The Power of the Dream на свечаном отварању Летњих олимпијских игара 1996. у Атланти. У марту 1996. године Селин је покренула "Falling into You" турнеју као подршку свом новом албуму, изводећи концерте широм света преко годину дана.
Након "Falling into You" Дион издаје албум "Let's Talk About Love" (1997), који је представила као његов наставак. Албум је сниман у Лондону, Њујорку и Лос Анђелесу, и укључивао је наступе великог броја посебних гостију: Барбра Стрејсенд је певала у Tell Him, Биџиз у Immortality, а чувени тенор Лучано Павароти у I Hate You Then I Love You; међу другим музичарима су били и Карол Кинг, сер Џорџ Мартин и јамајканска певачица Дајана Кинг, која је зачинила Treat Her Like a Lady реге звуком. Како и само име наговештава, албум се попут претходних албума Дион бавио љубављу. Међутим, нагласак је такође стављен на „братску љубав“ песмама Where Is the Love и Let's Talk About Love. Најуспешнији сингл са албума је постала балада класичних утицаја My Heart Will Go On, коју је компоновао Џејмс Хорнер, а продуцирали Хорнер и Валтер Афанасијев. Песма је служила као љубавна тема у блокбастер филму "Титаник" из 1997, попела се на врхове лествица у многим земљама широм света и постала заштитни знак Селин Дион.
Дион се отиснула на своју турнеју "Let's Talk About Love" као подршку истоименом албуму током 1998. и 1999. Коментари су били углавном повољни, али су у добром делу жиже били њени сценски покрети, који су се често састојали од удараца о прса, нагињања уназад и сличних покрета који привлаче пажњу. На неке људе ови покрети су оставили бомбастичан чак и луцкаст утисак, други су их пак видели као још један развитак њеног надређујућег сценског присуства.
Дион је окончала 1990-е са још два успешна албума: Божићни албум "These Are Special Times" (1998) и "All the Way... A Decade of Song" (1999). На "These Are Special Times" Дион је је учествовала у стварању дела материјала. Био је то њен албум са највише класичних утицаја до тада, са оркестарским аранжманима у свим песмама. I'm Your Angel, двојац са Р. Кели, је постао четврти и последњи сингл број један Селин Дион у САД, а био је велики хит и широм света. "All the Way... A Decade of Song" је био компилација њених најуспешнијих хитова скупа са седам нових песама, укључујући и предводећи сингл That's the Way It Is, обраду песме The First Time Ever I Saw Your Face Роберте Флак, и двојац са Френком Синатром All the Way.
До краја 1990-их Селин Дион је продала преко 100 милиона албума широм света и освојила низ награда музичке индустрије. Њен статус као једне од највећих дива савремене музике је још једном додатно учвршћен када је замољена да пева на посебном издању ВХ1 Диве уживо 1998, са над-звездама Аретом Френклин, Глоријом Естефан, Шенајом Твен и Марајом Кери. Исте године Дион је добила и два признања међу најзначајнијима у њеној домовини, „Официр Реда Канаде за изванредан допринос свету саврмене музике“ и „Официр Националног реда Квебека“. Годину дана касније је увршћена у канадску Салу славних емитованих и почаствована је звездом на канадској Стази славе. Такође, освојила је и награде Греми за „најбољи женски поп вокал“ и најпожељнију награду „плоча године“ за "My Heart Will Go On" (песма је освојила четири награде, од којих су две биле за ауторе песме).
У поређењу са првим наступима, и квалитет и звук музике Селин Дион су се значајно променили. Утицаји меканог рока њених ранијих издања нису више били изражени; они су замењени утицајима музике душе и савременијим стиловима. Међутим, тема љубави је остала у свим њеним издањима, и то је водило многе критичаре да почну одбацивати њен рад као "баналан". У немилосрдном прегледу албума "Let's Talk About Love", Роб О’Конор је написао:
„Нешто што никако не престаје да ме запањује јесте како најтричавија, најукалупљенија музика често заузме монтажну линију хваљених професионалаца музичке индустрије како би је они усавршили... Бродови који тону су оно што ја замишљам док ова песма (My Heart Will Go On) оре даље и даље преко четири минута, и овај албум као да никако да се заврши. Је ли тако да није ни чудо да се тако бојим одласка зубару?"
Дион је такође критикована за неке од својих обрада и двојаца: The First Time Ever I Saw Your Face и All the Way су описани као катастрофални и језиви од стране Алисон Стјуарт из Чикашког трибуна и Ерлвајна из Водича свој музици. Иако су је и даље хвалили за њене гласовне могућности (Гарднер из Лос Анђелес тајмса је њен глас назвао „техничким чудом"), иако је раније вокално уздржавање (које су критичари веома волели) њених ранијих издања такође ишчезло, и Стив Долар је, у прегледу албума "These Are Special Times" написао како је Дион „гласовни олимпијац за којег нема довољно високе планине – или скале."

### 2000—2002: Прекид у каријери
Након што је током 1990-их издала и промовисала тринаест албума, Дион је осећала да јој је потребно да се стиша, и најавила је свој последњи албум "All the Way... A Decade of Song", изјављујући да су јој се догодиле многе ствари и да би требало да учини корак назад и ужива у животу. Такође ју је нагнало да се повуче то што је Анжелилу је нађен канцер ждрела. Након лечења неплодности, Селин је 25. јануара 2001. родила сина, Рене-Шарла Диона Анжелила.
Током прекида, Дион није могла побећи из жиже јавности. Пред крај 2002, Национални истраживач је објавио лажну причу о Дион, часопис је уз слику певачице са својим супругом погрешно навео њене речи, штампајући наслов: „Селин – трудна сам и родићу близанце!". Дион је касније тужила часопис за преко двадесет милиона долара. Уредници Истраживача су објавили извињење Дион и потпуно повукли причу у следећем издању, и донирали новац у име Селин и њеног мужа Америчком друштву за рак.
Након терористичких напада на САД 11. септембра 2001, Дион се вратила на музичку сцену и певала у телевизијском преносу песму God Bless America на добротворном концерту „Америка: Почаст херојима“. Чак Тејлор из Билборда је писао како „извођење... подсећа на оно што ју је учинило једним од слављених вокалних извођача нашег времена: способност да прикаже осећања која потресају душу. Дирљив, пун смисла и милине, ово је музички осврт који треба делити са свима од нас који и даље трагамо за начинима да се изборимо."

### 2002—2003: Повратак музици
Подесно назван албум "A New Day Has Come", који је Селин Дион издала у марту 2002, је окончао њено двогодишње одвајање од музичке индустрије. Тема овог албума су били „нови почеци“, и иако се није састојао од многих жанрова, неколико песама у стилу плесног попа (I'm Alive и Sorry for Love) се могло наћи међу осталим песмама савремене музике одраслих. Шенаја Твен и Шантал Кревјазук су се такође појавиле на албуму и певале пратеће вокале. Албум је успоставио и зрелију страну Дион са песмама A New Day Has Come, Nature Boy и Goodbye's (The Saddest Word); ова промена је била резултат њених новооткривених мајчинских одговорности, јер, њеним речима, „постајање мајком вас чини одраслим“. "A New Day Has Come" је поново покренуо њен тржишни успех попевши се на врх лествица у седамнаест земаља. Укључивао је насловну нумеру A New Day Has Come и обраду песме At Last Ете Џејмс. Концерт на телевизији ЦБС, током којег је Дион певала са Дететом судбине и Брајаном Мекнајтом, је помогао у промоцији албума. Иако је издање постигло успех, критички коментари су сугерисали да је „заборављиво“ и да су текстови „беживотни“. Роб Шефилд из часописа Ролинг стон је писао како музика Селин Дион није сазрела, и да је и даље патила од осредњег гласовног талента. Сал Чинквемани из часописа Слент је назвао албум „дугачком збирком љигаве, бљак поп пене“.
"Црпећи инспирацију из личних искустава“, Дион 2003. издаје "One Heart", албум који је обухватио њено цењење задовољстава живота. Албум се великим делом састојао од плесне музике – разилажење од високих, мелодраматичних балада са којима је својевремено наилазила на помешан пријем. Иако је постигао умурен успех, "One Heart" је указао да Дион није била у стању да превазиђе стваралачки зид у који је била ударила, и речи као што су „предвидљиво“ и „банално“ су се појављивале чак и у најпопустљивијим критикама. Обрада песме I Drove All Night, издата за покретање њене огласне кампање за Крајслер, је била сачињена од плесног попа и рокенрола и за њу је речено како подсећа на песме Шер из 1980-их, али је одбачена као покушај Дион да се удобри својим спонзорима.
До средине 2000-их, музика Дион се променила до тачке где су њена издања имала снажне материнске оквире: "Miracle" (2004), мултимедијални пројекат којег су осмислиле Дион и фотограф Ане Гедес је имао тему усредсређену на бебе и мајчинство. Албум је био крцат успаванкама и другим песмама о материнској љубави и инспирацији, од којих су најпопуларније биле обраде песама What a Wonderful World Луиса Армстронга и Beautiful Boy Џона Ленона. Критике за "Miracle" су биле углавном слабе: док је Чак Тејлор из Билборда писао како је сингл Beautiful Boy био „неочекиван драгуљ“ и назвао Дион „ванвременским, ненормално разноврсним извођачем“, Ненси Милер из Недељне забаве је написала: „цело то извођење маме-на-земљи је само опортунизам".
Албум на француском језику "1 Fille & 4 Types" (2003), је прошао боље од њена два прва повратка и представио је Дион у покушају да се одаљи од јавне слике „диве“. У помоћ је довела Жана-Жака Голдмана, Гилдаа Арзела, Ерика Бензија и Жака Венерузоа, са којима је претходно радила на "S'il Suffisait d'Aimer" и "D'eux". Музичка тема албума је била забава и опуштање, и Дион га је сама назвала „албумом задовољства“. Омот албума је приказивао Дион на једноставан и опуштен начин, у јасном контрасту са кореографираним позама које су обично красила њене претходне омотнице. Албум је постигао релативан успех код критике: Стивен Ерлвајн из Водича свој музици је писао како се Дион „враћа основама попа и изводи на нивоу који дуже време нисмо чули“.
Иако су њени албуми били релативно успешни, знаци опадања су се почели појављивати у слабијем пријему албума "The Collector's Series Volume One" (2000), "A New Day Has Come" (2002), и "One Heart" (2003) код критике. Каснији радови Дион су постајали слабије привлачни масовној публици напросто због природе тема. Њене песме су се мање пуштале на радију док су радио-станице излазиле из меденог месеца са певачицама балада попут Дион, Кери и Хјустон, и сада се радије усредсређивале на бржу, ритам&блуз и хип-хоп музику. Како било, Дион је до 2005. накупила преко 175 милиона продатих албума, и примила светску музичку награду Шопар Дајамонд за најбоље продаваног женског извођача на свету.

### 2003—2005:
Рано 2002. године, Дион је објавила трогодишњи уговор за 600 наступа, према којем би пет ноћи недељно наступала у забавној екстраваганци A New Day... у Цезар палати у Лас Вегасу (Невада, САД). Овај потез је виђен као „једна од најпаметнијих пословних одлука у низу година коју је донео било који извођач“, обзиром на слабији успех њених тренутних издања.
Идеју за програм Селин Дион је саставила након што је гледала Драгонеов O раније током свог прекида у издавању, и почела је 25. марта 2003. у арени од 4000 седишта посебно припремљеној за њен шоу. Програм, који је саставио Франко Драгоне, је комбинација плеса, музике и визуелних ефеката; док Дион изводи своје највеће хитове из пратњу низа плесача и посебних ефеката.
Мајк Ветерфорд у свом опису каже како је осећао да, првобитно, Дион није била опуштена колико би требало да буде, и да је повремено било тешко уопште наћи певачицу на бини међу претераним украсима и плесачима. Међутим, приметио је како се шоу побољшао бољим присуством на сцени Селин Дион и једноставнијим костимима. И публика је добро примила програм: упркос жалбама на скупе карте, шоу је био распродат готово сваке ноћи од свог отварања 2003. Према Полстару, Дион је продала 322.000 карата за 43,9 милиона америчких долара само у првој половини 2005, и до јула 2005. је продала све до последњег места у 315 од укупно 384 извођења. До краја 2005, Дион је продала карата за преко 76 милиона долара и заузела шесто место на Билбордовој лествици „фабрика новца“ за 2005. Због успеха програма, уговор Дион је продужен до 2007. за необелодањен износ.
Године 2005. Дион је издала свој први свеобухватни албум највећих хитова на француском језику, "On Ne chnage Pas", на којем су биле и три нове песме, укључујући и двојац са Ил Диво назван I Believe in You. Недавно, Дион је у интервјуу иза сцене најавила да прави планове за нове албуме и на француском и на енглеском језику, као и за још једну бебу.

### 2007—2010:
У мају 2007, Дион је издала француски албум под наѕивом D'elles. Први сингл са тог албума је "Et s'il n'en restait qu'une (je serais celle-là)". Касније, те исте године, Селин је издала енглески албум Taking Chances. Селин Дион је сарађивала са Беном Мудијем иѕ бенда Еванесенс (Evanescence), Линдом Пери, Ни-Јом (Ne-Yo). Она је отишла на једногодишљу светску турнеју, на пет континената.

### 2011—данас:
Дион је 26. јула 2024 у Паризу отпевала „Химну љубави“ са Ајфелове куле чиме је закључена церемонија отварања Летњих олимпијских игара 2024. То је био њен први јавни наступ за четири године. Осврћући се на церемонију, Гардијан је написао да је наступ Дион  био „неустрашив, блажен повратак“, са „гуштом некога ко, по њеном сопственом признању, више жуди да настави турнеју него њени фанови“.

## Састав
- Елиз Дигвај, пратећи вокал
- Жули Лебланк, пратећи вокал
- Барнев Валсен, пратећи вокал
- Клод „Мего“ Леме, клавир, музички директор
- Андре Куту, гитара
- Пол Пикард, удараљке
- Ив Фрула, клавијатуре
- Марк Ланжи, бас-гитара

## Јавна слика
Дион често цене због њених гласовних талената, што је утицало на певачки стил других извођача попут Џесике Симпсон и Кели Кларксон. На МТВ-јевом одбројавању "22 најбоља гласа у музици“, била је на деветом месту (шестом међу женским извођачима), и такође је била четврта на списку "100 изванредних поп вокала“ Ков часописа. У програму „Најбољих 20 божанствених дива“ МногоВишеМузике, Дион је била трећа, иза Витни Хјустон и Мараје Кери. Они су такође описали њен глас као „један од најснажнијих гласовних развоја који су икада снимљени“.
И док је званичници музичке индустрије истичу због њених гласовних могућности, Дион је често предмет исмејавања у медијима, и често имитирана у програмима попут MADtv, Субота увече уживо и Саут Парк због њеног квебечког нагласка, конзервативне природе и покрета на сцени. Дион каже да је медијско исмејавање не додирује: „Прија ми када неко уложи време да би вас имитирао. Мислим да је то добар знак." Дион је чак и позвала Ану Гастајер, која ју је исмевала на СНЛ, да се појави на сцени током једног од њених извођења.
Дион је ретко у средишту медијских контроверзи. Међутим, 2005. године, након катастрофе која је уследила по урагану Катрина, појавила се на програму Лари Кинг уживо и у сузама критиковала председника САД Џорџа В. Буша поводом рата у Ираку и његовог спорог одговора у помагању жртвама урагана Катрина: „Како то да је тако лако послати авионе у другу земљу, да убију све живо у секунди, да униште животе? Ми треба да будемо тамо управо сада да спасимо остатак људи." Касније је изјавила: „Када сам на интервјуу код Лерија Кинга или другим сличним великим ТВ емисијама, они вас доведу на црту, на лице места, што је веома тешко. Ја имам мишљење, али ја сам певачица. Ја нисам политичар."

## Друге активности
Дион је постала предузетник оснивањем своје ресторанске франшизе „Никелс“ 1990. У међувремену је продала свој удео у ланцу и од 1997. није везана за Никелс. Дион такође има и опсег оквира за наочаре и линију парфема које производи Коти. У октобру 2004, канадски национални авио-превозник Ер Канада је запослио Дион као део свог новог рекламног напора који је пратио нове услуге у току лета и нов спољни изглед авиона које је компанија увела. You and I ("Ти и ја"), песму коју је певала Дион, је написао директор рекламе који је радио за Ер Канаду.
Дион је активно подржавала многе добротворне организације широм света. Заступала је Канадску задужбину за цистичну фиброзу од 1982. и постала је „национални славни заштитник“ Задужбине 1993. Дион је и осећајно везана за задужбину пошто је њена нећака Карин подлегла болести кад јој је било шеснаест година. 2003. године, Дион се придружила другим славним личностима, спортистима и политичарима у подршци "Светском дану деце", светском напору за прикупљање средстава који је спонзорисао Мекдоналдс. Напор је прикупио новац из преко стотину земаља и помогао многим сиротиштима и установама за дечје здравље. Дион је била и значајан подржавалац Т. Џ. Мартел задужбине, Фонда спомена на Дајану, принцезу од Велса, и многих здравствених и образовних кампања.
Дион је приходе са неких од извођења свог програма у Лас Вегасу поклонила у разне добротворне сврхе.

## Дискографија
- Албуми на енглеском језику
- 1990.:
- 1992.:
- 1993.:
- 1996.:
- 1997.:
- 1998.:
- 2002.:
- 2003.:
- 2004.:
- 2007.:
- 2013.:
- Албуми на француском језику
- 1981:
- 1981:
- 1982:
- 1983:
- 1983:
- 1984:
- 1985:
- 1987:
- 1991:
- 1995:
- 1996:  (снимак уживо)
- 1998:
- 1999:  (снимак уживо)
- 2003:
- 2005:  (компилација ”најбоље”)
- 2007:
- 2012:
- 2016:

## Филмографија
- Поново љубав